# Elección para gobernador de Rhode Island de 2018
La elección para gobernador de Rhode Island de 2018 tuvo lugar el 6 de noviembre de dicho año.

## Primaria demócrata

### Candidatos declarados
- Matt Brown.[1]
- Spencer Dickinson.
- Gina Raimondo, gobernadora en funciones.

### Resultados
| Candidatos        | Votos   | %    |
| ----------------- | ------- | ---- |
|                   | Votos   | %    |
| Gina Raimondo     | 66.978  | 57.1 |
| Matt Brown        | 39.300  | 33.5 |
| Spencer Dickinson | 10.926  | 9.3  |
| Total             | 117.204 | 100  |

## Primaria republicana

### Candidatos declarados
- Giovanni Feroce.[2]
- Allan Fung, alcalde de Cranston.[3]
- Patricia Morgan.

### Resultados
| Candidatos      | Votos  | %    |
| --------------- | ------ | ---- |
|                 | Votos  | %    |
| Allan Fung      | 18.577 | 56.4 |
| Patricia Morgan | 13.208 | 40.1 |
| Giovanni Feroce | 1.147  | 3.5  |
| Total           | 32.932 | 100  |

## Resultados
| Elección para gobernador de Rhode Island 2018 | Elección para gobernador de Rhode Island 2018 | Elección para gobernador de Rhode Island 2018 | Elección para gobernador de Rhode Island 2018 | Elección para gobernador de Rhode Island 2018 |
| Partido                                       | Partido                                       | Candidato                                     | Votos                                         | %                                             |
| --------------------------------------------- | --------------------------------------------- | --------------------------------------------- | --------------------------------------------- | --------------------------------------------- |
|                                               | Demócrata                                     | Gina Raimondo                                 | 198.122                                       | 52.64                                         |
|                                               | Republicano                                   | Allan Fung                                    | 139.932                                       | 37.18                                         |
|                                               | Independiente                                 | Joe Trillo                                    | 16.532                                        | 4.39                                          |
|                                               | Moderado                                      | Bill Gilbert                                  | 10.155                                        | 2.70                                          |
|                                               | Independiente                                 | Luis Daniel Muñoz                             | 6.223                                         | 1.65                                          |
|                                               | Compasión                                     | Anne Armstrong                                | 4.191                                         | 1.11                                          |
| Escritos                                      | Escritos                                      | Escritos                                      | 1.246                                         | 0.33                                          |
|                                               |                                               |                                               |                                               |                                               |
| Total                                         | Total                                         | Total                                         | 376.401                                       | 100                                           |